# Піхтерєв Володимир Микитович
Володимир Микитович Піхтерєв (нар. 29 березня 1933, місто Кисельовськ, тепер Кемеровської області, Російська Федерація) — український радянський діяч, бригадир наскрізної комплексної бригади робітників очисного вибою шахти імені Абакумова виробничого об'єднання «Донецьквугілля» Донецької області. Герой Соціалістичної Праці (30.03.1971). Депутат Верховної Ради УРСР 8—10-го скликань.

## Біографія
З 1950 року — електрослюсар шахти імені Вахрушева тресту «Кисельовськвугілля» Кемеровської області РРФСР.
Освіта середня спеціальна. У 1958 році закінчив гірничий технікум.
У 1958—1965 роках — електрослюсар, гірничий майстер шахти імені Абакумова комбінату «Донецьквугілля» Донецької області.
Член КПРС з 1965 року.
З 1965 року — бригадир наскрізної комплексної бригади робітників очисного вибою шахти імені Абакумова виробничого об'єднання «Донецьквугілля» Донецької області.
Потім — на пенсії в місті Донецьку.

## Нагороди
- Герой Соціалістичної Праці (30.03.1971)
- орден Леніна (30.03.1971)
- орден Жовтневої Революції
- орден Дружби народів
- медалі
- заслужений шахтар Української РСР (28.08.1969)